# (473070) 2015 HQ94
(473070) 2015 HQ94 es un asteroide perteneciente al cinturón de asteroides, descubierto el 22 de noviembre de 2006 por el equipo del Mount Lemmon Survey desde el Observatorio del Monte Lemmon, Arizona, Estados Unidos.

## Designación y nombre
Designado provisionalmente como 2015 HQ94.

## Características orbitales
2015 HQ94 está situado a una distancia media del Sol de 2,385 ua, pudiendo alejarse hasta 2,673 ua y acercarse hasta 2,097 ua. Su excentricidad es 0,120 y la inclinación orbital 7,278 grados. Emplea 1345 días en completar una órbita alrededor del Sol.

## Características físicas
La magnitud absoluta de 2015 HQ94 es 18,1.